# Station Ocata
Ocata is een station van Rodalies Barcelona. Het is gelegen in Ocata in El Masnou.
Het station en tevens het spoor grenst aan het strand. Het station is gelegen op lijn 1, of ook wel de Maresme-lijn genoemd.

## Lijnen
| Eindbestemming                          | Vorig station | Lijn | Volgend station | Eindbestemming          |
| --------------------------------------- | ------------- | ---- | --------------- | ----------------------- |
| Molins de Rei L'Hospitalet de Llobregat | El Masnou     |      | Premià de Mar   | Mataró Maçanet-Massanes |